# Tunicats
Els tunicats (Tunicata, ll. «amb túnica» o urocordats (Urochordata, gr. «cua amb corda» són un subembrancament d'invertebrats marins filtradors sèssils o pelàgics, que formen part dels cordats, un embrancament que inclou tots els animals amb tub neural dorsal i notocordi. El seu nom deriva de la seva cobertura externa o «túnica», que està formada per proteïnes i glúcids, i actua com a exoesquelet. En algunes espècies, és prima, translúcida i gelatinosa, mentre que en d'altres és gruixuda i dura.
Alguns tunicats viuen com individus solitaris, mentre que d'altres es repliquen per gemmació i esdevenen colònies, en les quals cada unitat és coneguda amb el nom de zooide. Es tracta d'animals marins que s'alimenten per filtració per mitjà d'unes estructures en forma de sac i dues obertures tubulars, conegudes com a sifons, a través de les quals absorbeixen i expulsen l'aigua. Mentre respiren i s'alimenten, absorbeixen aigua a través del sifó bucal i expulsen aigua filtrada a través del sifó atrial.
La majoria dels tunicats adults són sèssils i estan permanentment units a substrats diversos com ara una roca, una closca, un corall, algues, arrels de manglars, molls o cascs de vaixells. Hi ha també tunicats pelàgics, com els sàlpids, els doliòlides o els pirosomes, que neden lliurement a la zona pelàgica quan són adults.
Es troben en una gamma de colors sòlids o translúcids i poden semblar-se a llavors, raïms, préssecs, barrils o ampolles. Un dels més grans és una tulipa de mar, Pyura pachydermatina, que pot arribar a fer més d'un metre d'alçada.
Probablement la primera espècie de tunicat que apareix en el registre fòssil és del període Cambrià. Malgrat la seva aparença senzilla i una forma adulta molt diferent, la seva estreta relació amb els vertebrats es posa de manifest pel fet que durant la seva etapa larval mòbil, posseeix un notocordi i s'assemblen a un capgròs.

## Noms vernacles
Diverses espècies de tunicats són ben conegudes pels pescadors i reben diferents noms comuns, com ara llepó (Thalia democratica), clavellines (Clavelina lepadiformis), budells (Ciona intestinalis), estofats (Diazona violacea), pinyes de mar (Phallisia mammillata), llimes o bunyols de mar (Microcosmus), raïm de mar (Molgulidae), tulipa de mar (Pyura pachydermatina), etc.

## Anatomia

### Forma corporal

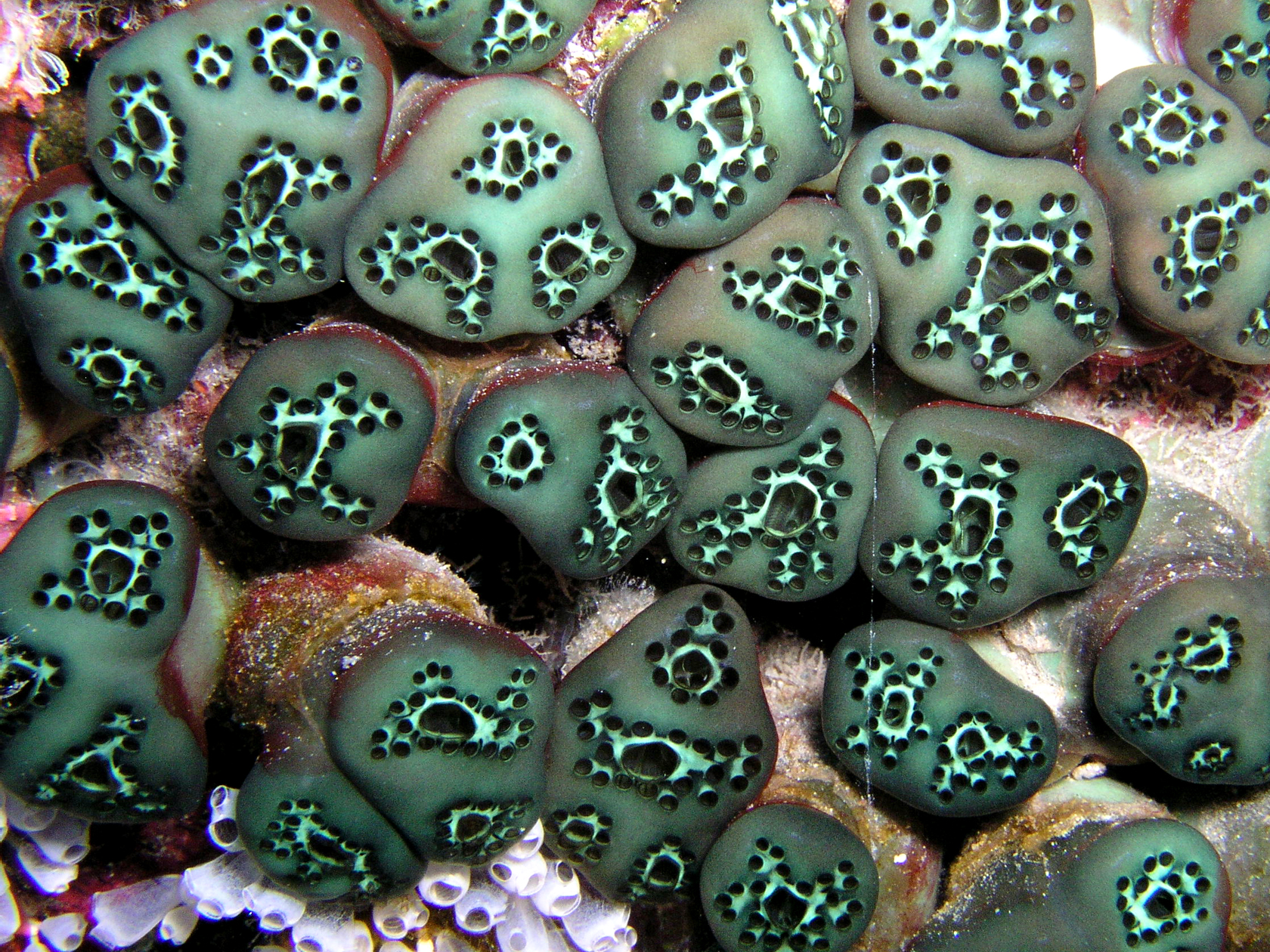
Colònia de tunicats amb múltiples obertures

Les colònies de tunicats tenen una gran varietat de formes, i varien en el grau en què els organismes individuals, coneguts com a zooides, s'integren entre si. A les colònies més simples, els individus estan àmpliament separats, encara que estan enllaçats per connexions horitzontals anomenades estolons, les quals creixen al llarg del fons marí. Altres espècies tenen zooides creixent junts i compartint una base comuna. Les colònies més avançades integren els zooides en una estructura comuna envoltada per una única túnica. Aquests poden tenir sifons bucals separats i un únic sifó atrial central i estar organitzats en sistemes més grans, formats per centenars d'unitats sovint amb forma d'estrella. Sovint, els zooides d'una colònia són petits però molt nombrosos, i les colònies poden arribar a formar grans parets.

### Estructural corporal
La classe més nombrosa és de llarg la dels ascidiacis. El cos d'aquests tunicats està envoltat per una testa o túnica, de la qual deriva el nom del subfílum. Aquest embolcall varia en gruix entre espècies, podent ser dur, similar al cartílag, estret i delicat, o transparent i gelatinós. Està format per proteïnes i glúcids complexos, que inclouen la tunicina, una varietat de cel·lulosa. La túnica és única entre els exoesquelets dels invertebrats pel fet que pot créixer a mesura que l'animal creix i no necessita ser substituïda periòdicament. Dins la túnica es troba el mantell, que està format per teixit conjuntiu, fibres musculars, vasos sanguinis i nervis. En aquest mantell hi ha dues obertures: el sifó bucal a la part superior, a través del qual l'aigua flueix cap a l'interior, i el sifó atrial en el costat ventral, a través del qual s'expulsa l'aigua. Una gran faringe ocupa la major part de l'interior del cos. Es tracta d'un tub musculat que enllaça l'obertura bucal amb l'intestí. Té una ranura ciliada coneguda com a endostil a la seva superfície ventral, la qual segrega moc al que s'adhereixen les partícules alimentàries. La gola, a l'extrem inferior de la faringe, la connecta a un llaç d'intestí que acaba a prop del sifó atrial. Les parets de la faringe estan perforades per diverses bandes d'escletxes, conegudes com a estigmes, a través dels quals l'aigua s'escampa cap a la cavitat envoltada d'aigua, l'atri. Aquesta és travessada per diverses membranes que s'estenen des del mantell i proporcionen suport a la faringe, impedint que es col·lapsi, alhora que subjecta els altres òrgans.

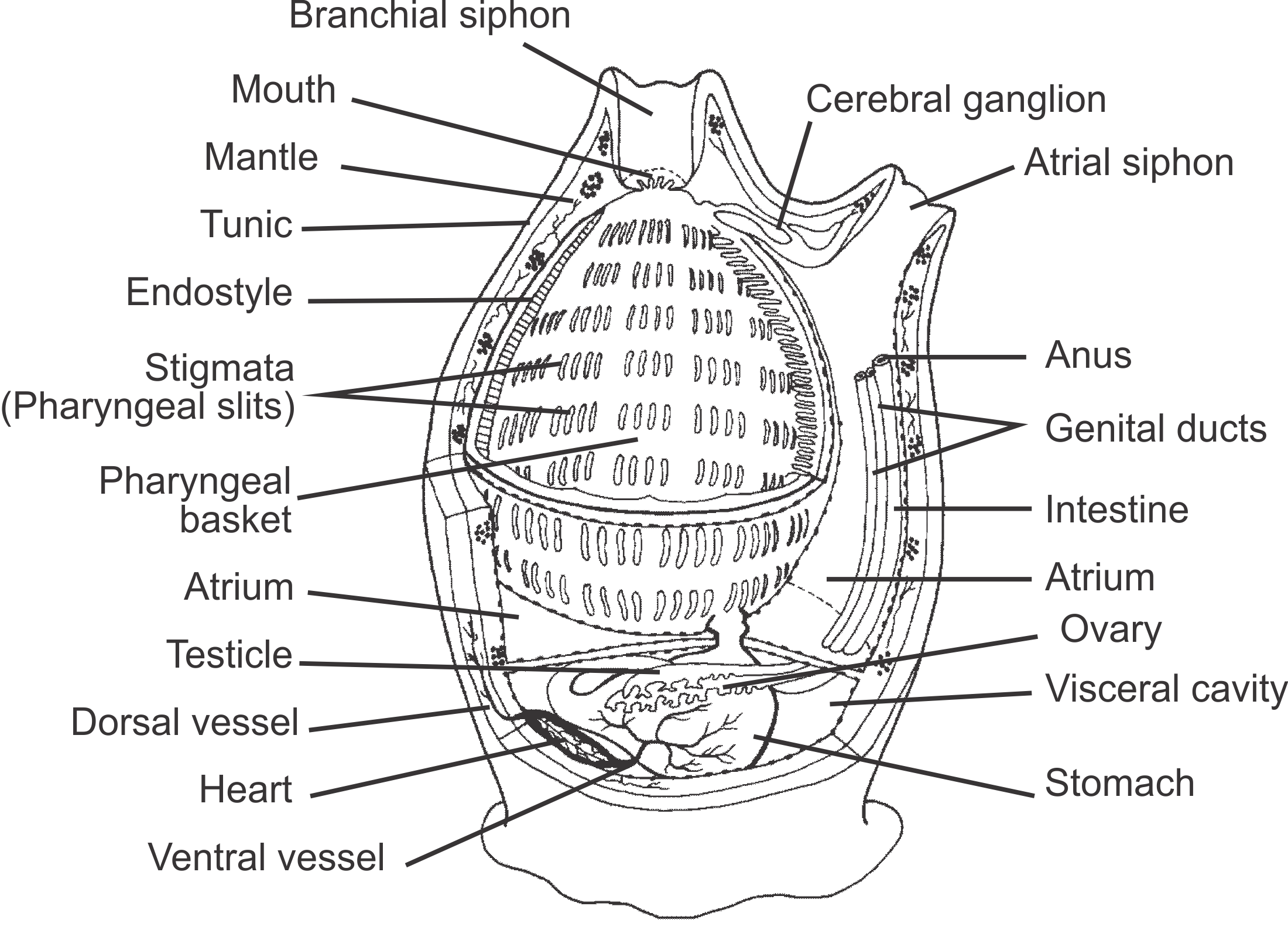
Anatomia interna genèrica d'un tunicat

Els taliacis, l'altre classe principal de tunicats, és caracteritzen per ser animals pelàgics de lliure natació. Tots ells s'alimenten per filtració utilitzant una xarxa mucosa faríngia per atrapar les seves preses. Els pirosomes són tunicats colonials bioluminiscents en forma de didal. Els seus sifons bucals estan a l'exterior i els sifons atrials a l'interior. Les espècies de doliòlids són petites, majoritàriament menors de 2 cm. Són animals solitaris, que tenen els dos sifons en els extrems oposats dels seus cossos en forma de bóta, i neden per propulsió. Els sàlpids també són petits, de menys de 4 cm i es troben a les aigües superficials tant de mars càlids i com freds. També es mouen per propulsió i, sovint, formen cadenes llargues d'individus.
La tercera classe, la dels appendicularis, és l'únic grup de tunicats que conserva els trets dels cordats en estat adult, un producte de neotènia extensiva. S'assemblen lleugerament als capgrossos dels amfibis, encara que la seva cua és en angle recte respecte al cos. Conserven el notocordi, tenen generalment una longitud inferior a un centímetre i es desplacen per ondulacions de la cua. Secreten un moc externa que els pot envoltar completament i que és molt eficient alhora de capturar partícules de plàncton.

### Fisiologia i anatomia interna
Igual que altres cordats, els tunicats tenen un notocordi durant el seu desenvolupament inicial, però quan completen els seus estadis larvaris, han perdut la segmentació miomèrica de tot el cos. Com a membres dels cordats, són veritables celomats amb endoderma, ectoderma i mesoderma, encara que no desenvolupen cavitats celòmiques molt clares, si és que en tenen. Tant si ho fan com si no, al final del seu desenvolupament larvari, tot el que queda són les cavitats pericàrdies, renals i gonadals dels adults. Excepte el cor, les gònades i la faringe (o sac branquial), els òrgans estan tancats en una membrana anomenada epicardi, que està envoltada per un mesènquima gelatinós. Els tunicats comencen la vida en un estadi larval mòbil que s'assembla a un capgròs. Una minoria d'espècies, els appendicularis, conserven la forma larval general durant tota la vida, però la majoria de tunicats s'estableixen ràpidament i s'adhereixen a una superfície adequada, desenvolupant-se posteriorment en forma d'un barril i en adults sedentaris. Els taliacis, però, són pelàgiques al llarg de tota la seva vida i poden tenir cicles de vida complexos.

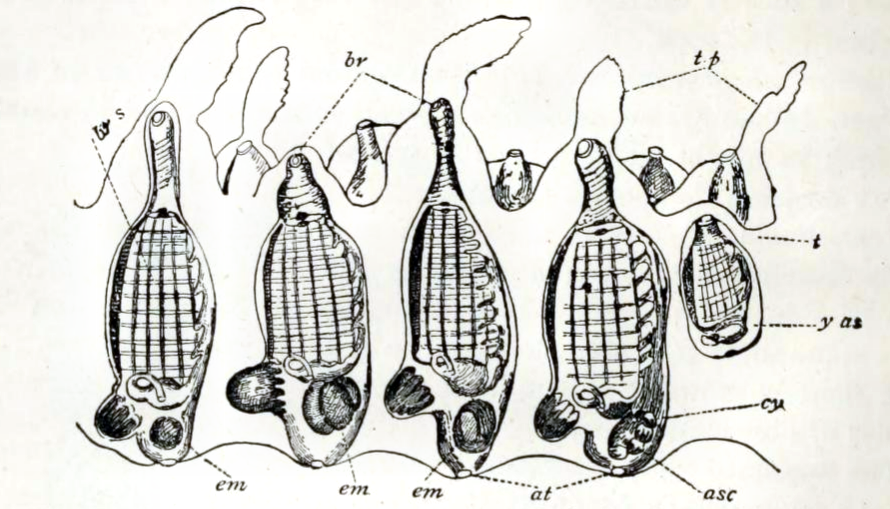
Secció de la paret d'un pirosoma mostrant els zooides.

Els tunicats tenen un cor i un sistema circulatori ben desenvolupats. El cor és un tub en forma de doble U situat just a sota de l'intestí. Els vasos sanguinis són tubs de teixit conjuntiu simples, i la seva sang té diversos tipus de corpuscles. La sang pot semblar de color verd pàl·lid, encara que això no es deu a cap pigment respiratori. L'oxigen es transporta dissolt en el plasma. Els detalls exactes del sistema circulatori encara no estan clars, però l'intestí, la faringe, les brànquies, les gònades i el sistema nerviós semblen disposar-se més aviat en sèrie que en paral·lel, com passa a la majoria d'altres animals. Cada pocs minuts, el cor deixa de bategar i després es reinicia, bombant el fluid en sentit invers.

La sang dels tunicats té algunes característiques inusuals. En algunes espècies d'ascídids i perofòrids, la sang conté altes concentracions de vanadi i de proteïnes associades al vanadi als vacúols de cèl·lules sanguínies conegudes com a vanadòcits. Alguns tunicats poden concentrar vanadi fins a nivells 10 milions de vegades superiors als de l'aigua marina que els envolta. Aquest s'emmagatzema en una forma d'oxidació de +3 que requereix un pH per sota de 2 perquè siguin estables, i això s'aconsegueix en els vacúols, que contenen àcid sulfúric. Els vanadòcits es dipositen posteriorment per sota de la superfície exterior de la túnica, on es creu que la seva presència dissuadeix la depredació, encara que no és clar si això es deu a la presència del metall pesant o a un pH baix. Altres espècies de tunicats concentren liti, ferro, niobi i tàntal, que poden tenir una funció similar. Altres espècies de tunicats produeixen compostos orgànics desagradables com a defenses químiques contra els depredadors.

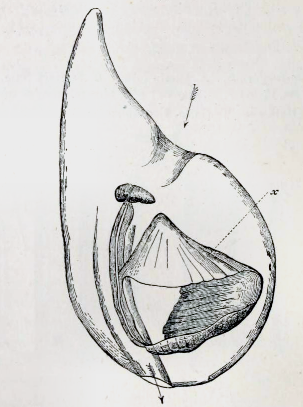
Oikopleura cophocerca. Les fletxes indiquen el moviment de l'aigua i la X les parts laterals reticulades

Els tunicats no tenen metanefridis similars als ronyons dels deuteròstoms. La majoria no tenen estructures excretores, sinó que eliminen l'amoníac a través dels seus teixits per desfer-se dels residus nitrogenats, tot i que alguns tenen un sistema excretor simple. L'òrgan renal típic és una massa de grans vesícules que ocupen el llaç rectal, i no té cap conducte. Cada vesícula és un romanent d'una part del celoma primitiu, on les seves cèl·lules extreuen la matèria residual nitrogenada de la circulació sanguínia. Acumulen els residus dins de les vesícules en forma de cristalls d'àcid úric, però no tenen cap mitjà obvi d'eliminació del material durant les seves vides.
Els tunicats adults tenen un gangli cerebral, equivalent a un cervell, i una estructura buida coneguda com a glàndula neuronal. Tots dos provenen del tub neuronal embrionari i es troben entre els dos sifons. Els nervis sorgeixen dels dos extrems del gangli; els de l'extrem anterior innerven el sifó bucal i els de l'extrem posterior subministren la resta del cos, el sifó atrial, els òrgans, l'intestí i la musculatura de la paret del cos. No tenen òrgans sensorials pròpiament, però si hi ha cèl·lules sensorials als sifons, als tentacles bucals i a l'atri.
Els tunicats són inusuals entre els animals, ja que produeixen una gran part de la seva túnica i d'altres estructures en forma de cel·lulosa. La producció de cel·lulosa en animals és tan inusual que inicialment alguns investigadors es van oposar a la seva classificació fora de les plantes, però posteriorment es va trobar que els tunicats posseïen un enzim sintetitzador de cel·lulosa, codificat per un gen transferit horitzontalment des d'un bacteri. Quan, el 1845, Carl Schmidt va anunciar per primera vegada la presència en alguns ascidiacis d'una substància molt similar a la cel·lulosa, la va anomenar "tunicina", encara que avui en dia es reconeix com a cel·lulosa.

## Alimentació

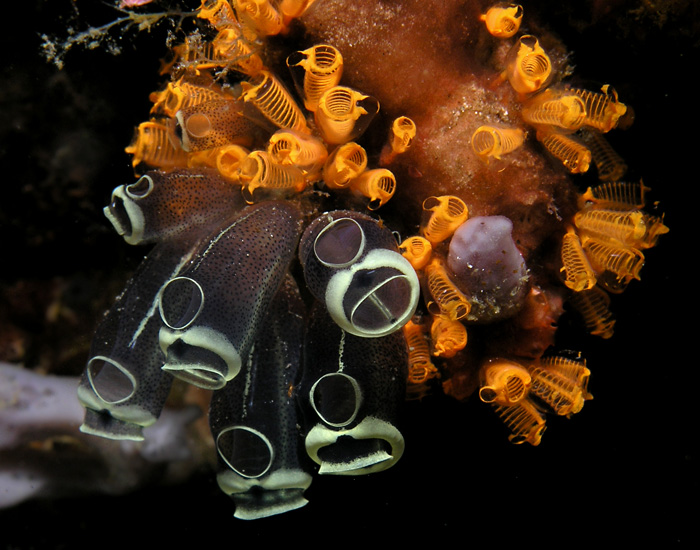
Clavelina robusta (negra i blanca) i Pycnoclavella flava (taronja) amb els sifons visibles

Gairebé tots els tunicats s'alimenten per suspensió, capturant partícules planctòniques que filtren de l'aigua de mar a través dels seus cossos. L'aigua penetra al cos a través del sifó bucal per l'acció dels cilis que recobreixen les escletxes branquials. Per obtenir suficient aliment, en general un ascidiaci necessita processar un volum d'aigua equivalent al volum del seu cos cada segon. Això s'aconsegueix a través d'una mucosa que revesteix la faringe i que es secretada contínuament per l'endostil. Aquesta xarxa està formada per fils adhesius de moc amb forats de 0,5 μm de diàmetre, que està enrotllada al costat dorsal de la faringe i que poden atrapar partícules planctòniques i bacteris i transportar-les cap a l'esòfag. L'intestí, que té forma d'U, també té cilis per fer passar l'aliment a través seu. L'estómac és una regió ampliada que es troba a la part baixa de la "U", i que és on es secreten els enzims digestius i on el pílor hi afegeix les seves secrecions. Després de la digestió, l'aliment es trasllada a través de l'intestí, on es produeix l'absorció, i al recte, on les restes no digerides es transformen en excrements. L'anus s'obre cap a la part de la cloaca de la cavitat peribranquial prop del sifó atrial. Aquí, les femtes queden atrapades i són expulsades a l'exterior per la constant circulació d'aigua. L'animal s'orienta cap al corrent de tal manera que el sifó bucal mai no absorbeix aigua "contaminada".
Alguns ascidiacis que viuen en sediments tous són detritívors. Algunes espècies d'aigües profundes, com Megalodicopia hians, són depredadors d'emboscada, que capturen petits crustacis, nematodes i altres petits invertebrats amb els lòbuls musculats que envolten el sifó bucal. Algunes espècies tropicals de la família dels didèmnids tenen algues verdes simbiòtiques o cianobacteris en les seves túniques.

## Cicle vital

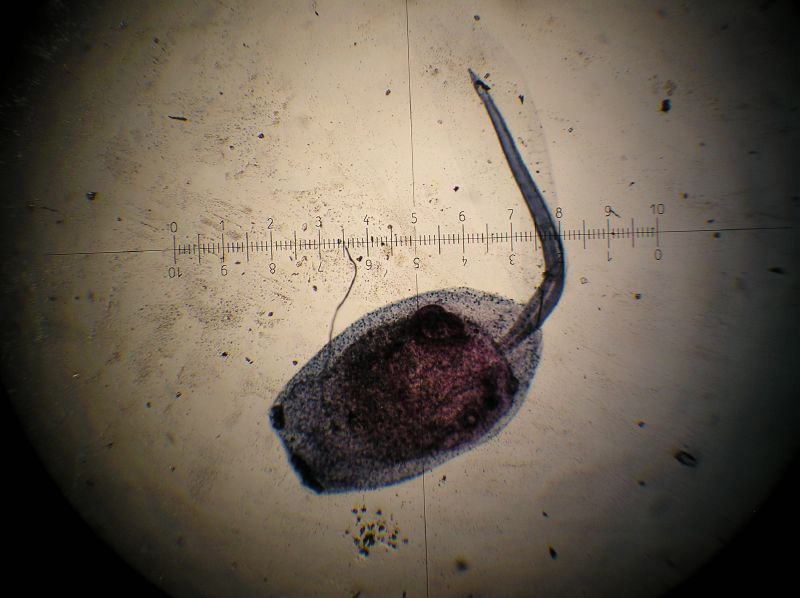
Larva d'ascidi.

Els ascidiacis són gairebé tots hermafrodites i tenen un únic ovari i testicles, ja sigui a prop de l'intestí o a la paret del cos. En algunes espècies solitàries, els espermatozoides i els òvuls es dipositen al mar i les larves són planctòniques. En altres, especialment en espècies colonials, l'esperma s'allibera a l'aigua i arriba a l'atri d'altres individus amb el corrent d'aigua entrant. La fertilització es produeix aquí i els ous es desenvolupen en els seus primers estadis de desenvolupament. Algunes formes larvàries s'assemblen molt a cordats primitius amb un notocordi i s'assemblen superficialment a petits capgrossos. Aquests neden per ondulacions de la cua i poden tenir un ull simple, un ocel i un estatocist (òrgan de l'equilibri).

Representació esquemàtica d'una larva d'ascidi. L'aliment passa amb un corrent d'aigua pel sifó inhalant, arriba a la cistella branquial, on es filtra, i passa a l'estómac. D'aquí torna a la cavitat atrial (o atri) a través de l'intestí i surt pel atriopor situat al sifó exhalant.

Quan estan prou desenvolupades, les larves de les espècies sèssils troben una roca adequada i s'hi adhereixen. La forma larval no és capaç d'alimentar-se, tot i que pot tenir un aparell digestiu rudimentari, només és un mecanisme de dispersió. Durant la metamorfosi es produeixen molts canvis físics al cos del tunicat, sent un dels més significatius la reducció del gangli cerebral, que controla el moviment i és l'equivalent al cervell dels vertebrats. Tanmateix, l'adult té un gangli cerebral que pot ser fins i tot més gran que en l'etapa embrionària. En algunes classes, els adults continuen sent pelàgics, encara que les seves larves experimenten metamorfosis similars en un grau superior o inferior. Les formes colonials augmenten la grandària de la colònia afegint nous individus que comparteixen la mateixa túnica.

Les colònies de pirosomes creixen a partir de nous zooides prop de l'extrem posterior de la colònia. La reproducció sexual s'inicia dins d'un zooide amb un ou fertilitzat internament. Aquest es desenvolupa directament en un oozooide sense que hi intervingui cap tipus de forma de larva. Aquest brota precoçment per formar quatre blastozooides que es deslliguen en una sola unitat quan l'oozoide es desintegra. El sifó atrial de l'oozoide es converteix en el sifó atrial per a la nova colònia formada per quatre zooides.

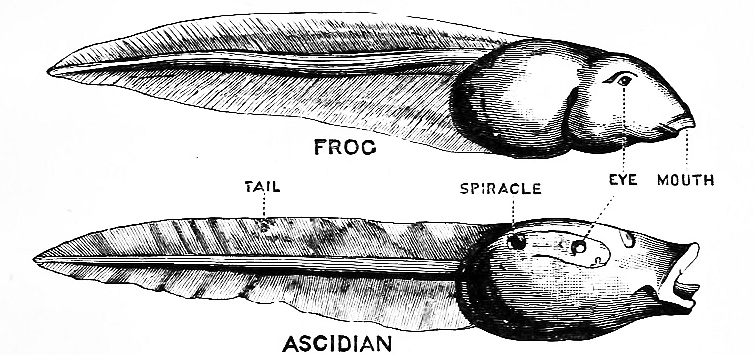
Comparativa de 1901 d'un capgròs de granota i una larva de tunicat

Els doliòlids tenen un cicle de vida molt complex que inclou diversos zooides amb funcions diferents. Els membres amb funció de reproducció sexual de la colònia es coneixen com a gonozooides. Cadascun d'ells és hermafrodita i té els òvuls fecundats per espermatozoides d'un altre individu. El gonozooide és vivípar, i inicialment l'embrió en desenvolupament s'alimenta del seu sac vitel·lí abans de ser alliberat al mar com una larva amb forma de capgròs. Alguns es coneixen com a trofozooides, tenen una funció nutricional, i estan ordenats en files laterals. Altres són els forozooides, que tenen una funció de transport, i estan disposats en una única fila central. Altres zooides s'uneixen als forozooides i es desenvolupen en gonozooides i, quan són madurs, se separen per viure independentment i començar de nou el cicle. Mentrestant, els forozooides han servit al seu propòsit i es desintegren. La fase asexual del cicle de vida permet al doliòlid multiplicar-se molt ràpidament quan les condicions són favorables.
Els sàlpids també tenen un cicle de vida complex amb una alternança de generacions. En la fase solitària de la seva vida, un oozooide es reprodueix asexualment, produint una cadena de desenes o centenars de zooides individuals que creixen al llarg d'un estoló. La cadena de sàlpids és la part «agregada» del cicle de vida. Els individus agregats, coneguts com a blastozooides, romanen units junts mentre neden i s'alimenten. Els blastozooides són hermafrodites seqüencials. Un ou en cada blastozooide és fecundat internament per esperma d'una altra colònia. L'ou es desenvolupa en un sac dins del blastozooide i té una connexió placentària a la sang circulant. Quan s'omple el cos del blastozooide, s'allibera per iniciar la vida independent d'un oozoide.
Els apendicularis només es reprodueixen sexualment. Són hermafrodites proteràndris, excepte Oikopleura dioica que és gonocòric i la seva larva s'assembla a la larva dels ascidiacis. Una vegada que el tronc està completament desenvolupat, la larva sofreix un «canvi de cua», on la cua es mou des d'una posició posterior cap a una orientació ventral i gira a 90° respecte al tronc. La larva està formada per un petit nombre de cèl·lules fixes i creix per creixement d'aquestes en comptes de per divisió cel·lular. El desenvolupament és molt ràpid i només es triguen set hores perquè un zigot es converteixi en un juvenil i comenci a alimentar-se.
Durant el desenvolupament embrionari, els tunicats presenten una segmentació determinada, on el destí de les cèl·lules s'estableix des del principi amb nombres cel·lulars reduïts i genomes que evolucionen ràpidament. En canvi, els amfioxiformes i els vertebrats mostren una determinació del destí cel·lular relativament tardana en el desenvolupament i una segmentació indeterminada. L'evolució del genoma dels amfioxiformes i dels vertebrats també és relativament lenta.

### Promoció de l'encreuament
Ciona intestinalis és una espècie d'ascidiaci hermafrodita que allibera gairebé simultàniament els espermatozoides i els òvuls a l'aigua marina de l'entorn. És autoestèril i, per tant, s'ha utilitzat per a estudis sobre el mecanisme d'auto-incompatibilitat. Les molècules d'auto-reconeixement tenen un paper clau en el procés d'interacció entre l'esperma i la cobertura vitel·lina de l'òvul. Sembla que aquesta mena d'interacció és mecànicament similar als sistemes d'auto-incompatibilitat de plantes amb flors. L'auto-incompatibilitat afavoreix l'encreuament i, per tant, proporciona a cada generació l'avantatge adaptatiu d'emmascarar les mutacions recessives perjudicials (és a dir, la complementació genètica) i evita la depressió endogàmica.
Botryllus schlosseri (una altra espècie d'ascidiaci) és un tunicat colonial, i membre de l'únic grup de cordats que és capaç de reproduir-se tant sexualment com a asexualment. B. schlosseri és un hermafrodita seqüencial. Els seus òvuls són ovulats uns dos dies abans del pic d'emissions d'esperma. Per tant, s'evita l'autofecundació afavorint la fecundació encreuada.Tot i que s'evita l'autofecundació, aquesta encara es pot produir. Els òvuls autofecundats es desenvolupen amb una freqüència d'anomalies força més elevada durant la segmentació que els òvuls amb fecundació creuada (23% i 1,6%, respectivament). Un percentatge significativament més baix de larves prové de la metamorfosi d'òvuls autofecundats, i el creixement de les colònies provinents de la seva metamorfosi és significativament més baix. Aquests descobriments suggereixen que la autofecundació dona lloc a un augment de la depressió endogàmica associada a dèficits de desenvolupament, que són probablement causats per la manifestació de mutacions recessives perjudicials.

### Un tunicat model
Oikopleura dioica és un organisme semèlpar i, per tant, només es reprodueix un cop a la seva vida. Fa servir una estratègia reproductiva original en la qual tota la línia germinal femenina està continguda dins d'un ovari que és una única cèl·lula multinucleada gegant anomenada cenòcit. Aquesta espècie es pot mantenir en un laboratori i és d'interès creixent com a organisme model a causa de la seva posició filogenètica dins del grup germà més proper als vertebrats.

## Taxonomia
El nom «Tunicata» van ser encunyat per Jean-Baptiste Lamarck el 1816. El 1881, Francis Maitland Balfour va introduir un segon nom pel mateix grup, «Urochorda», per destacar l'afinitat del grup a altres cordats. Segurament a causa de la influència de Balfour, diversos autors van donar suport al terme «Urochorda», ja sigui com a tal o com a «Urochordata», malgrat que Tunicata té prioritat en ser més antic, i els motius per substituir-lo mai van existir. En conseqüència, la tendència actual és abandonar el nom Urochorda o Urochordata en favor de l'original. El nom Tunicata, que gairebé sempre s'utilitza en obres científiques modernes, és acceptat com a vàlid pel World Register of Marine Species, però no pel Sistema Integrat d'Informació Taxonòmica (ITIS', de l'anglès Integrated Taxonomic Information System).
Els tunicats contenen unes 3.080 espècies descrites, repartides en tres classes:
- Classe Appendicularia
  - Ordre Copelata
- Classe Ascidiacea
  - Ordre Aplousobranchia
  - Ordre Phlebobranchia
  - Ordre Stolidobranchia
- Classe Thaliacea
  - Ordre Doliolida
  - Ordre Pyrosomatida
  - Ordre Salpida

Els membres de la classe Sorberacea van ser inclosos dins dels ascidiacis el 2011, com a conseqüència dels resultats de les anàlisis de seqüències d'ADN ribosòmic, situant-los dins la família dels molgúlids. Tot i que aquesta classificació està provisionalment acceptada, nous estudis suggereixen que els ascidiacis són en realitat un grup parafilètic.

## Filogènia
Els tunicats estan més estretament relacionats amb els vertebrats que amb els amfioxiformes, equinoderms, hemicordats, xenoturbèl·lids o altres invertebrats.
Els tunicats són els grup germà dels vertebrats i el clade format pels tunicats i els vertebrats rep el nom d'Olfactores. Això implica que són els invertebrats actuals evolutivament més propers als vertebrats, com mostra el següent cladograma:
|              | Xenacoelomorpha                                                |
|              |                                                                |
| Ambulacraria | \| \| Echinodermata \| \| \| \| \| \| Hemichordata \| \| \| \| |
|              | \| \| Echinodermata \| \| \| \| \| \| Hemichordata \| \| \| \| |
|              | Echinodermata                                                  |
|              |                                                                |
|              | Hemichordata                                                   |
|              |                                                                |

|  | Echinodermata |
|  |               |
|  | Hemichordata  |
|  |               |

|            | Cephalochordata                                         |
|            |                                                         |
| Olfactores | \| \| Tunicata \| \| \| \| \| \| Vertebrata \| \| \| \| |
|            | \| \| Tunicata \| \| \| \| \| \| Vertebrata \| \| \| \| |
|            | Tunicata                                                |
|            |                                                         |
|            | Vertebrata                                              |
|            |                                                         |

|  | Tunicata   |
|  |            |
|  | Vertebrata |
|  |            |

|              | Xenacoelomorpha                                                |
|              |                                                                |
| Ambulacraria | \| \| Echinodermata \| \| \| \| \| \| Hemichordata \| \| \| \| |
|              | \| \| Echinodermata \| \| \| \| \| \| Hemichordata \| \| \| \| |
|              | Echinodermata                                                  |
|              |                                                                |
|              | Hemichordata                                                   |
|              |                                                                |

|  | Echinodermata |
|  |               |
|  | Hemichordata  |
|  |               |

|            | Cephalochordata                                         |
|            |                                                         |
| Olfactores | \| \| Tunicata \| \| \| \| \| \| Vertebrata \| \| \| \| |
|            | \| \| Tunicata \| \| \| \| \| \| Vertebrata \| \| \| \| |
|            | Tunicata                                                |
|            |                                                         |
|            | Vertebrata                                              |
|            |                                                         |

|  | Tunicata   |
|  |            |
|  | Vertebrata |
|  |            |

Per una altra banda cal destacar que un estudi molecular multi-tàxon del 2010 proposà que els ascidiacis descendien d'un híbrid entre un cordat i un ancestre protòstom. Aquest estudi es va basar en un enfocament dissenyat per revelar esdeveniments horitzontals de transferència de gens entre fílums de metazous.

## Registre fòssil

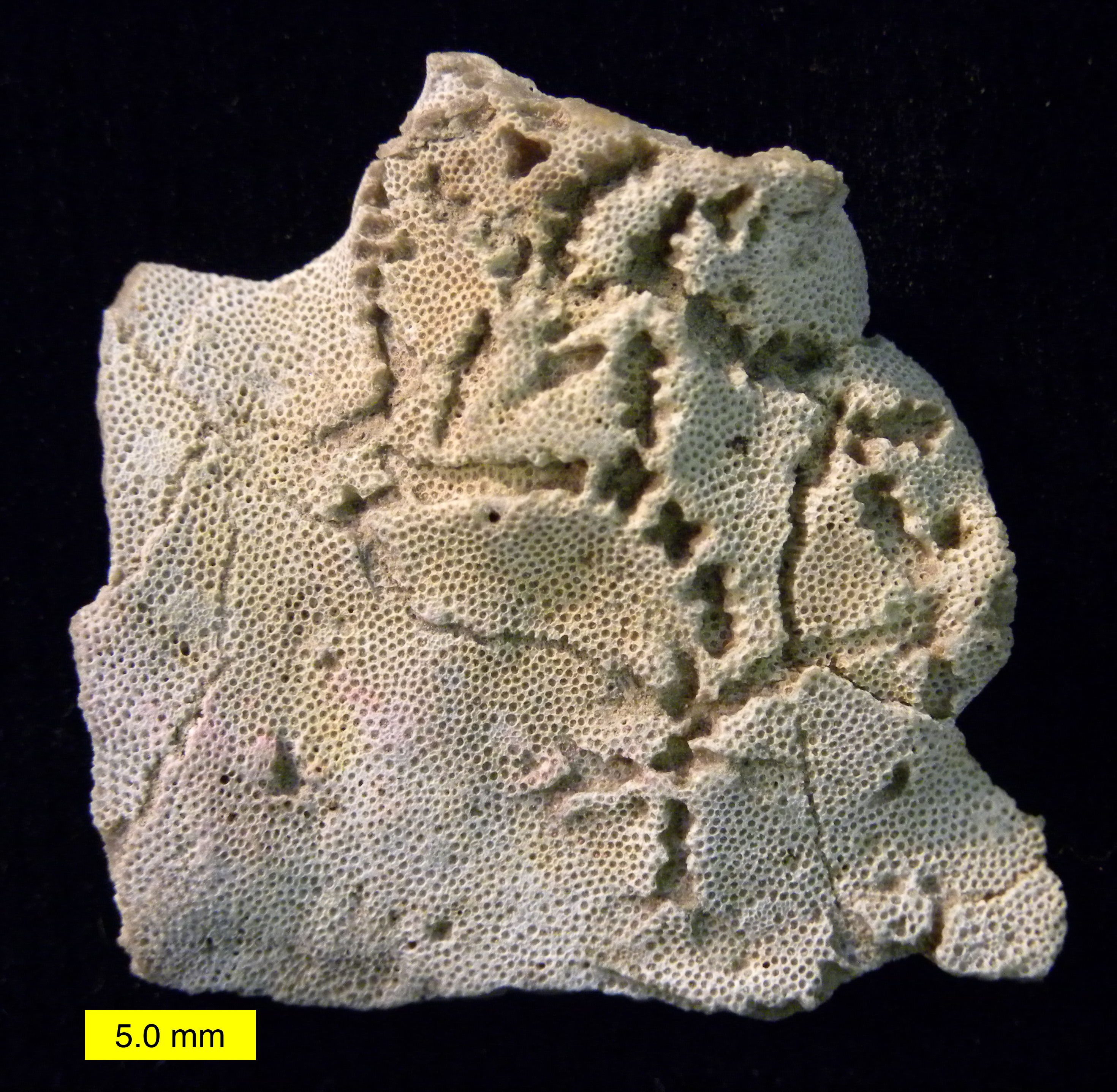
Els forats en forma d'estrella en aquest briozou de l'Ordovicià superior representen un tunicat, Catellocaula vallata, preservat per bioimmuració de l'esquelet del briozou.

Els fòssils de tunicats no disputats són rars. L'espècie més coneguda i primerament identificada inequívocament és Shankouclava shankouense, dels Esquistos de Maotianshan del Cambrià al poble de Shankou, a prop de Kunming. També hi ha una bioimmuració comuna (Catellocaula vallata), d'un possible tunicat que es troba en els esquelets de briozous de l'Ordovicià superior del nord de l'oest mitjà dels Estats Units.
També es van trobar tres espècies enigmàtiques del període Ediacarià: Ausia fenestrata del grup Nama de Namíbia, Yarnemia acidiformis i Burykhia hunti, de la península d'Onega al nord de Rússia. Els resultats d'un nou estudi han demostrat la possible afinitat d'aquests organismes de l'Ediacarià amb els ascidiacis. Ausia i Burykhia van viure en aigües costaneres poc profundes fa entre 555 i 548 milions d'anys, i es creu que són les proves més antigues del llinatge de cordats dels metazous. El fòssil del precambrià rus Yarnemia s'identifica provisionalment com a tunicat, tot i que, perquè els seus fòssils no estan tan ben conservats com els d'Ausia i Burykhia, aquesta identificació es qüestionada.
Els fòssils dels tunicats són rars perquè els seus cossos es descomponen poc després de la mort, encara que algunes famílies de tunicats tenen espícules microscòpiques, que es poden conservar com a microfòssils. Aquestes espècies s'han trobat ocasionalment al Juràssic i períodes posteriors, però com pocs paleontòlegs estan familiaritzats amb elles, poden haver estat confoses amb espícules d'esponges.

## Espècies invasores
Des de la segona meitat del segle xx, els tunicats (sobretot les espècies dels gèneres Didemnum i Styela) han estat envaint les costes de molts països. Didemnum vexillum ha ocupat una àrea de 65 km² del fons marí del banc Georges, situat a la costa nord-est de l'Amèrica del Nord, cobrint pedres, mol·luscs i altres objectes estacionaris. Didemnum vexillum, Styela clava i Ciona savignyi han aparegut i estan prosperant als canals Puget Sound i Hood del nord-oest del Pacífic.
Normalment, els tunicats invasors arriben com a organismes adherits als cascos dels vaixells, però també poden introduir-se com a larves a l'aigua de llast. Un altre possible mitjà d'introducció és en les petxines de mol·luscs de cultius marins. La investigació actual indica que molts tunicats que abans es consideraven indígenes d'Europa i les Amèriques són, de fet, invasors. Algunes d'aquestes invasions poden haver passat fa segles o fins i tot mil·lennis. En algunes zones, els tunicats estan demostrant ser una amenaça important per a les activitats de l'aqüicultura.
El gener de 2024 es va documentar la presència a Galícia —a la ries d'Arousa i de Vigo— d'una espècie exòtica de tunicat de grans dimensions, Pyura herdmani, que és originari de les costes africanes. Atès que és una espècie amb una capacitat escassa de dispersió en les primeres fases del seu desenvolupament, una hipòtesi possible sobre la seva arribada a Galícia és que ho hagués fet transportada per la flota pesquera gallega que operava en el banc canari-saharià.

## Usos

### Usos mèdics
Els tunicats contenen una gran quantitat de compostos químics potencialment útils, entre els que es troben les didemnines, i que són efectius contra diversos tipus de càncer, com a antivirals i immunosupressors. La aplidina o plitidepsina, que és una d'aquestes didemnines, s'utilitza per combatre tumors hematològics i tumors sòlids, i s'obté d'Aplidium albicans. La trabectedina, una altra didemnina, s'utilitza per tractar determinats tipus de càncer d'ovari.
Els tunicats són capaços de corregir les seves pròpies anomalies cel·lulars al llarg d'una sèrie de generacions, i un procés regeneratiu semblant és possible en els humans. Els mecanismes subjacents al fenomen poden conduir a informació sobre el potencial de re-programar les cèl·lules i els teixits per regenerar òrgans humans compromesos.

### Com aliment

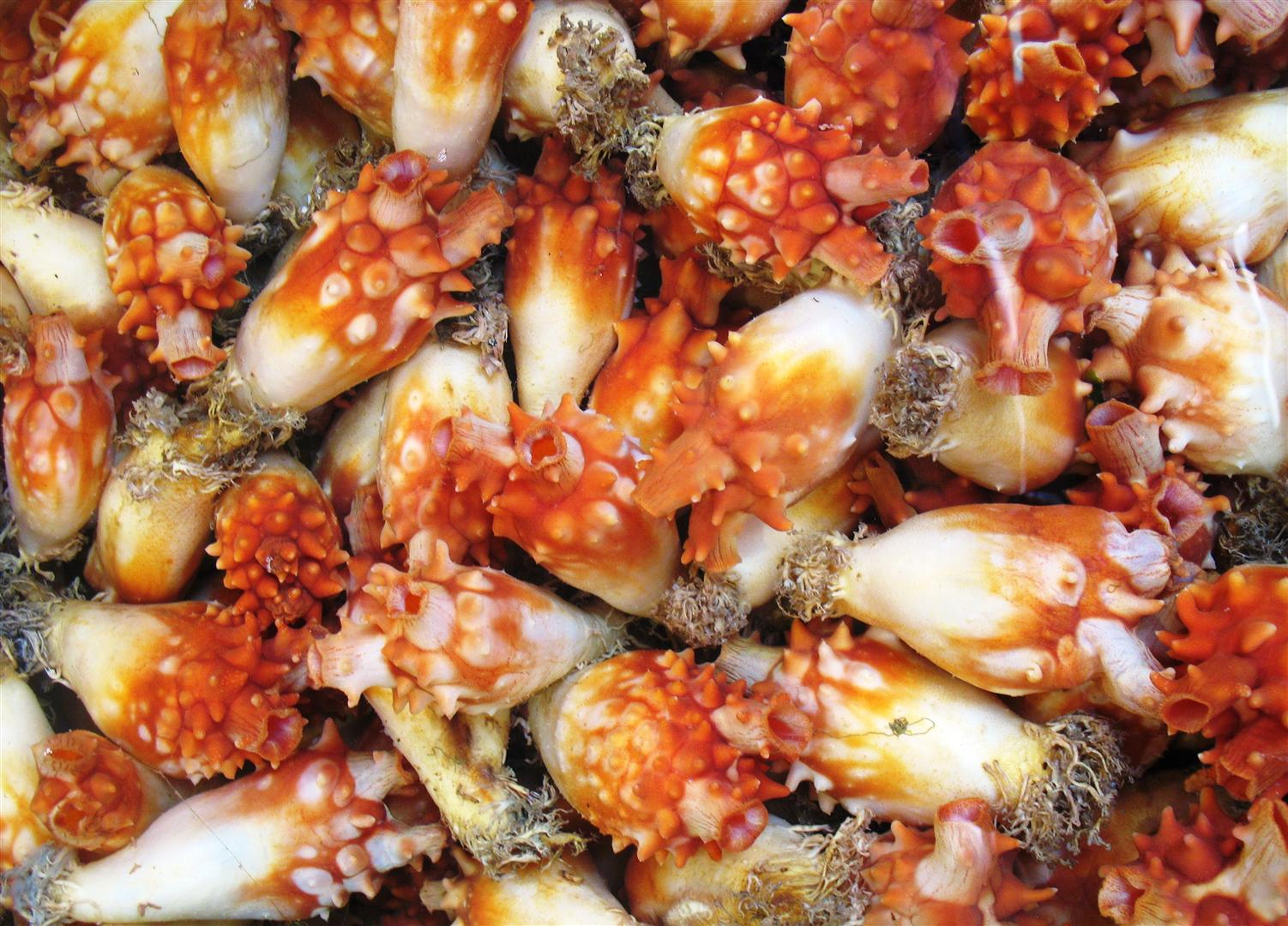
Ascidiacis a la venda en un mercat de Busan, una ciutat del sud de Corea del Sud.

Diverses espècies d'ascidiacis es consumeixen com a aliment al voltant del món. Al Japó i Corea, Halocynthia roretzi és la principal espècie d'ascidiaci consumida. Es conrea sobre cordons penjats de fulles de palmera. El 1994 es van produir més de 42.000 tones, però des d'aleshores, es van produir diversos episodis de mortalitat massiva entre els ascidiacis conreats (les túniques es van fer toves) i el 2004 només es van produir 4.500 tones.

### Altres usos
S'està investigant l'ús dels tunicats com a biocombustible. La paret del cos de cel·lulosa es pot descompondre i convertir-se en etanol, i altres parts de l'animal són riques en proteïnes i es poden convertir en alimentació per peixos. Cultivar tunicats a gran escala és possible i a més els seus beneficis potencials són atractius. Com que els tunicats tenen pocs depredadors, la seva retirada del mar podria no tenir impactes ecològics profunds. En ser espècies marítimes, la seva producció no competeix amb la producció d'aliments, com ho fan els cultius terrestres per a projectes de biocombustibles.
Alguns tunicats s'utilitzen com a organismes model. Ciona intestinalis i Ciona savignyi s'han utilitzat en estudis del desenvolupament. Els genomes mitocondrials i nuclears d'ambdues espècies s'han seqüenciat. El genoma nuclear d'Oikopleura dioica sembla un dels més petits entre els metazous, per això, aquesta espècie ha estat utilitzada per estudiar la regulació gènica i l'evolució i el desenvolupament dels cordats.

## Galeria
- Espècie del gènere Rhopalaea
- Rhopalaea crassa, mostrant colors fluorescents
- Didemnum molle